# يآركو نيبرغ
يآركو نيبرغ (بالفنلندية: Jaakko Nyberg)‏ هو لاعب كرة قدم فنلندي في مركز الدفاع، ولد في 19 ديسمبر 1980 في كيمي في فنلندا. لعب مع نادي برينه ونادي توركو ونادي فآسا.

## وصلات خارجية
- يآركو نيبرغ على موقع قاعدة بيانات كرة القدم.إي يو (الإنجليزية)
- يآركو نيبرغ على موقع Soccerway.com (الإنجليزية)